# فریتس لانگ

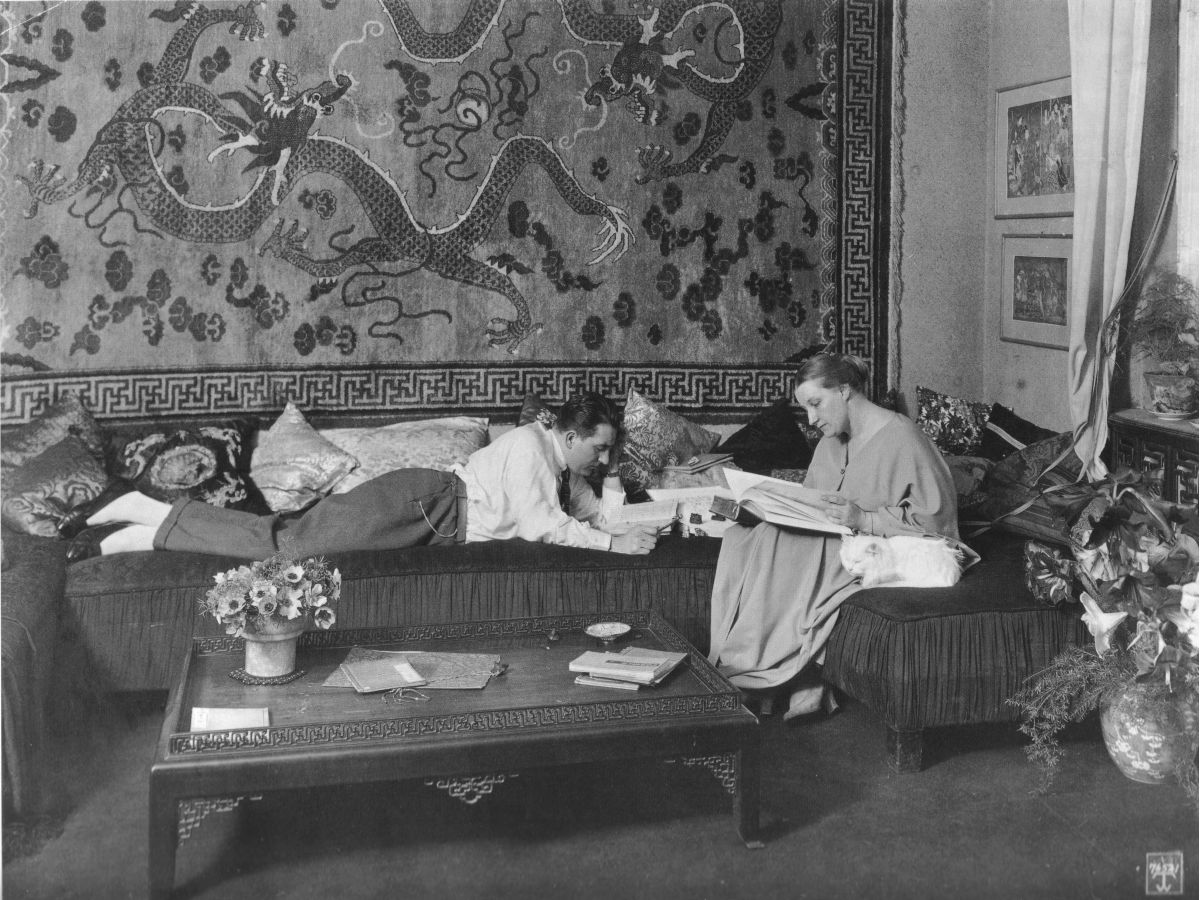
فریتس لانگ و ته‌آ فُن هاربو در آپارتمانشان در برلین، ۱۹۲۳ یا ۱۹۲۴

فریدریش کریستیان آنتون «فریتس» لانگ (به آلمانی: Friedrich Christian Anton "Fritz" Lang)؛ (زاده ۵ دسامبر ۱۸۹۰ – درگذشته ۲ اوت ۱۹۷۶) کارگردان و تهیه‌کننده و فیلم‌نامه‌نویس سرشناس اتریشی-آلمانی بود. او یکی از معروفترین سینماگران اکسپرسیونیست آلمانی بود. وی پیشنهاد هیتلر و یوزف گوبلس را برای ساخت فیلم برای حزب نازی را رد کرد.

## زندگی
لانگ در وین، به عنوان دومین پسر آنتون لانگ (۱۸۶۰–۱۹۴۰)، معمار و مدیر شرکت ساخت و ساز، و همسرش پائولین «پائولا» لانگ (متخلص به شلزینگر؛ ۱۸۶۴–۱۹۲۰) به دنیا آمد. مادرش یهودی به دنیا آمد و به مذهب کاتولیک گروید. پدرش به عنوان یک «کاتولیک از کار افتاده» توصیف شد. او در ۲۸ دسامبر ۱۸۹۰ در شاتنکرشه (Schottenkirche) در وین غسل تعمید داده شد. او یک برادر بزرگتر به نام آدولف (۱۸۸۴–۱۹۶۱) داشت.
والدین لانگ از نژاد موراویایی بودند. در جایی، او خاطرنشان کرد که او «یک کاتولیک به دنیا آمد و بسیار پاکدامن بود.» لانگ در نهایت با توصیف خود به عنوان یک آتئیست، معتقد بود که دین برای آموزش اخلاق مهم است.
پس از اتمام مدرسه، لانگ برای مدت کوتاهی در دانشگاه فنی وین تحصیل کرد و در آنجا مهندسی عمران خواند و در نهایت به هنر روی آورد. او در سال ۱۹۱۰ وین را ترک کرد تا دنیا را ببیند و در اروپا و آفریقا و بعداً آسیا و منطقه اقیانوس آرام سفر کرد. در سال ۱۹۱۳ در پاریس به تحصیل در رشته نقاشی پرداخت.
در آغاز جنگ جهانی اول، لانگ به وین بازگشت و برای خدمت سربازی در ارتش اتریش داوطلب شد و در روسیه و رومانی جنگید، جایی که چهار بار مجروح شد و بینایی چشم راست خود را از دست داد. در زمان حیاتش، در حالی که در سال ۱۹۱۶ از جراحات و شوک پوست خود بهبود می‌یافت، چند سناریو و ایده برای فیلم نوشت. او در سال ۱۹۱۸ با درجه ستوانی از ارتش اخراج شد و مدت کوتاهی در صحنه تئاتر وین بازی کرد تا اینکه به عنوان نویسنده در دکلا فیلم (Decla Film)، شرکت تولید اریش پومر مستقر در برلین استخدام شد. در سال ۱۹۱۹، او با لیزا روزنتال یهودی ازدواج کرد که در شرایط مرموز بر اثر یک گلوله که گمان می‌رود توسط سلاح کمری از جنگ جهانی اول شلیک شده، جان باخت.

## فیلم‌شناسی
- هزار چشم دکتر مابوزه (۱۹۶۰؛ آخرین فیلم فریتس لانگ)
- مقبره هندی (۱۹۵۹)
- ببر ایشناپور (۱۹۵۹)
- فراتر از یک شک معقول (۱۹۵۶)
- وقتی که شهر می‌خوابد (۱۹۵۶)
- ناوگان ماه (۱۹۵۵)
- میل انسانی (۱۹۵۴)
- تعقیب بزرگ (۱۹۵۳)
- بلو گاردنیا (۱۹۵۳)
- برخورد در شب (۱۹۵۲)
- مزرعه بدنام (۱۹۵۲)
- جنگجویان آمریکا در فیلیپین (۱۹۵۰)
- خانه کنار رودخانه (۱۹۵۰)
- رازی پشت در (۱۹۴۷)
- ماجرای مرموز و پر التهاب (۱۹۴۶)
- خیابان اسکارلت (۱۹۴۵)
- بانویی پشت پنجره (۱۹۴۴)
- وزارت ترس (۱۹۴۴)
- جلادان هم می‌میرند (۱۹۴۳)
- جزر و مد (۱۹۴۲)
- تعقیب تبهکار (۱۹۴۱)
- وسترن یونیون (۱۹۴۱)
- بازگشت فرانک جیمز (۱۹۴۰)
- تو و من (۱۹۳۷)
- تنها یکبار زندگی می‌کنید (۱۹۳۷)
- خشم (۱۹۳۶)
- لیلیوم (۱۹۳۴)
- وصیت‌نامه دکتر مابوزه (۱۹۳۳)
- ام (۱۹۳۱)
- زن در ماه (۱۹۲۹)
- جاسوسان (۱۹۲۸)
- متروپلیس (۱۹۲۷)
- نیبه‌لونگ‌ها (قسمت دوم) (۱۹۲۴)
- نیبه‌لونگ‌ها (قسمت اول) (۱۹۲۴)
- دکتر مابوزه: قمارباز (قسمت دوم) (۱۹۲۲)
- دکتر مابوزه: قمارباز (قسمت اول) (۱۹۲۲)
- سرنوشت (۱۹۲۱)
- چهار نفر به گردن یک زن (۱۹۲۱)
- چهره شگفت (۱۹۲۰)
- عنکبوت‌ها (کشتی الماس) (قسمت دوم) (۱۹۲۰)
- هاراکیری (۱۹۱۹)
- عنکبوت‌ها (کشتی الماس) (قسمت اول) (۱۹۱۹)
- ارباب عشق (۱۹۱۹)
- دورگه (۱۹۱۹؛ اولین فیلم فریتس لانگ)